# Факультет информационной безопасности МИФИ
Факультет информацио́нной безопа́сности МИФИ́ — недействующий факультет Московского инженерно-физического института, осуществлявший подготовку специалистов в области защиты информации. Просуществовал с 1995 по 2011 годы.

## История факультета
Факультет информационной безопасности — один из самых молодых в МИФИ. Историю свою ведёт с 1991 года, когда в составе факультета «Кибернетика» была организована кафедра № 41 «Защита информации в АСУ и сетях ЭВМ». Стремительное развитие этого направления привело к образованию 29 ноября 1995 года отдельного факультета.
Деканом факультета назначен Анатолий Александрович Малюк, к. т. н., доцент, заведующий кафедрой «Защита информации».
В 2011 году данный факультет вместе с факультетом Кибернетики и были объединены в единый факультет Кибернетики и информационной безопасности.

### История по годам
- 1996 — первый набор на 1 курс в составе факультета «Б» (21 человек). Проходной балл на факультет — 20 из 20.
  - 23 октября 1996 — создание кафедры № 48 «Компьютерное право», заведующий кафедрой — Ю. М. Батурин, д. ю. н.
- 1997, 10 октября — создание кафедры № 42 «Криптология и дискретная математика», заведующий кафедрой — Н. Д. Подуфалов, д. ф-м. н.

Факультет становится Головным учебно-научным центром по проблемам информационной безопасности в системе высшей школы РФ;
- 1998, 21 октября — создание кафедр: № 44 «Информационная безопасность банковских систем», заведующий кафедрой М. Ю. Сенаторов, к. т. н.; и № 43 «Стратегические информационные исследования», заведующий кафедрой В. И. Маркоменко;
- 1999:	
  - 12 февраля — подписано соглашение по организации Региональной сетевой CISCO академии.
  - сентябрь — осуществлён первый конкурсный набор на 1 курс по специальности «Комплексное обеспечение информационной безопасности автоматизированных систем».
- 2000, 14 марта — создание кафедры «Общая юриспруденция и правовые основы безопасности», заведующий кафедрой А. А. Фатьянов. Первый набор на 1 курс на контрактной основе в интересах ФАПСИ.
- 2010, ноябрь — в состав факультета вошла кафедра № 75 «Финансовый мониторинг», заведующий Ю. А. Чиханчин, к. э. н., руководитель Росфинмониторинга.

В это же время кафедра № 75 «Финансовый мониторинг» в союзе с кафедрой № 44 «Информационная безопасность банковских систем» продолжили свою работу в составе новой структуры МИФИ «Института финансовой и экономической безопасности» (ИФЭБ).	
- 2011, 30 мая — в рамках заседания Ученого совета принято решение об объединении факультетов «Кибернетика» (К) и «Информационная безопасность» (Б) под названием «Кибернетика и информационная безопасность».[1]

## Структура факультета

### Профилирующие (выпускающие) кафедры
- «Защита информации» (кафедра № 41)
- «Криптология и дискретная математика» (кафедра № 42)
- «Стратегические информационные исследования» (кафедра № 43)
- «Информационная безопасность банковских систем» (кафедра № 44)

### ИФЭБ (институт финансовой и экономической безопасности, в составе факультета «КиБ»)
- «Финансовый мониторинг» (кафедра № 75)

### Общеобразовательные кафедры
- «Физическое воспитание» (кафедра № 15)
- «Военное обучение» (кафедра № 20)
- «Компьютерное право» (недоступная ссылка) (кафедра № 48)

## Специальности и направления подготовки
- 090105 — Комплексное обеспечение информационной безопасности автоматизированных систем (дневное отделение; бюджетная и контрактная формы).
- 090104 — Комплексная защита объектов информатизации (вечернее отделение; контрактная форма).

Квалификация — специалист по защите информации.